# Vernon Gholston
(en) Statistiques sur pro-football-reference
Vernon Gholston, né le 5 juin 1986 à Détroit (Michigan), est un  ancien joueur américain de football américain évoluant au poste de defensive end et de linebacker.
Étudiant à l'Université de l'État de l'Ohio, il a joué pour les Ohio State Buckeyes. Il a remporté le titre de meilleur joueur de la ligne défensive de la Big Ten Conference en 2007.
Il fut drafté en 2008 à la 6e place (premier round) par les Jets de New York, et a signé avec eux un contrat de cinq années pour 50 millions de dollars (dont 21 millions de dollars garantis).
Malgré son potentiel, il ne parvient pas à s'imposer, et ne signe qu'une quarantaine de tackles, et aucun sack, durant ses trois premières années professionnelles. Considéré comme un choix de draft raté, il est finalement libéré de son contrat par les Jets en 2011. Si plusieurs équipes, comme les Bears de Chicago ou les Rams de Saint Louis, s'intéressent par la suite à lui et le testent durant les camps d'été, il n'a jamais reçu de nouveau contrat pour jouer dans une équipe durant une saison.